# Doreen Steinert/Diskografie
Diese Diskografie ist eine Übersicht über die musikalischen Werke der deutschen Contemporary-R&B- und Pop-Sängerin Doreen Steinert und ihrer Pseudonyme wie Reen. Ihre erfolgreichste Veröffentlichung ist die Single Nein! mit über 150.000 verkauften Einheiten.

## Alben

### Studioalben
| Jahr | Titel Musiklabel                          | Höchstplatzierung, Gesamtwochen, AuszeichnungChartplatzierungen (Jahr, Titel, Musiklabel, Platzierungen, Wochen, Auszeichnungen, Anmerkungen) | Höchstplatzierung, Gesamtwochen, AuszeichnungChartplatzierungen (Jahr, Titel, Musiklabel, Platzierungen, Wochen, Auszeichnungen, Anmerkungen) | Höchstplatzierung, Gesamtwochen, AuszeichnungChartplatzierungen (Jahr, Titel, Musiklabel, Platzierungen, Wochen, Auszeichnungen, Anmerkungen) | Anmerkungen                             |
| Jahr | Titel Musiklabel                          | DE | AT | CH | Anmerkungen                             |
| ---- | ----------------------------------------- | --- | --- | --- | --------------------------------------- |
| 2011 | Vorsicht zerbrechlich Urban Records (UMG) | DE62 (1 Wo.)DE | — | — | Erstveröffentlichung: 2. September 2011 |

## Singles

### Als Leadsängerin

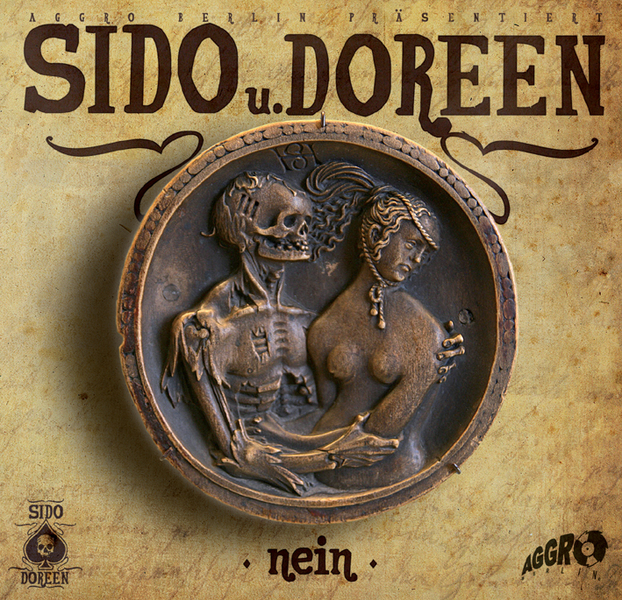
Frontcover zu Frontcover zu Nein!

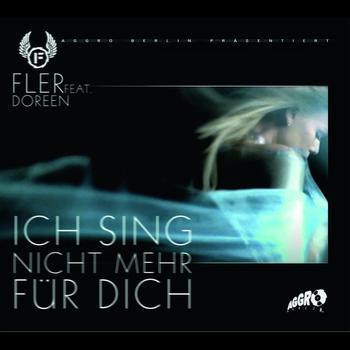
Frontcover zu Frontcover zu Ich sing nicht mehr für dich.

| Jahr                | Titel Album                               | Höchstplatzierung, Gesamtwochen, AuszeichnungChartplatzierungen (Jahr, Titel, Album, Platzierungen, Wochen, Auszeichnungen, Anmerkungen) | Höchstplatzierung, Gesamtwochen, AuszeichnungChartplatzierungen (Jahr, Titel, Album, Platzierungen, Wochen, Auszeichnungen, Anmerkungen) | Höchstplatzierung, Gesamtwochen, AuszeichnungChartplatzierungen (Jahr, Titel, Album, Platzierungen, Wochen, Auszeichnungen, Anmerkungen) | Anmerkungen                                             |
| Jahr                | Titel Album                               | DE | AT | CH | Anmerkungen                                             |
| ------------------- | ----------------------------------------- | --- | --- | --- | ------------------------------------------------------- |
| 2005                | Der Brief (den ich nie schrieb) –         | DE31 (9 Wo.)DE | — | — | Erstveröffentlichung: 26. August 2005                   |
| 2006                | Ich bin meine eigene Frau –               | DE66 (6 Wo.)DE | — | — | Erstveröffentlichung: 27. August 2006                   |
| 2011                | Wie konntest du nur Vorsicht zerbrechlich | DE46 (3 Wo.)DE | AT53 (2 Wo.)AT | — | Erstveröffentlichung: 19. August 2011                   |
| 2014                | 10.000 kleine Pflaster –                  | — | — | — | Erstveröffentlichung: 14. Februar 2014                  |
| als Reen            |                                           | | | |                                                         |
|                     |                                           | | | |                                                         |
| 2019                | Missing You –                             | — | — | — | Erstveröffentlichung: 5. Juli 2019                      |
| 2020                | Bow Out –                                 | — | — | — | Erstveröffentlichung: 17. Juli 2020 feat. Finch Asozial |
| als Doreen Steinert |                                           | | | |                                                         |
|                     |                                           | | | |                                                         |
| 2024                | David Beckham –                           | — | — | — | Erstveröffentlichung: 20. September 2024                |

### Als Gastsängerin
| Jahr | Titel Album                       | Höchstplatzierung, Gesamtwochen, AuszeichnungChartplatzierungen (Jahr, Titel, Album, Platzierungen, Wochen, Auszeichnungen, Anmerkungen) | Höchstplatzierung, Gesamtwochen, AuszeichnungChartplatzierungen (Jahr, Titel, Album, Platzierungen, Wochen, Auszeichnungen, Anmerkungen) | Höchstplatzierung, Gesamtwochen, AuszeichnungChartplatzierungen (Jahr, Titel, Album, Platzierungen, Wochen, Auszeichnungen, Anmerkungen) | Anmerkungen                                                                  |
| Jahr | Titel Album                       | DE | AT | CH | Anmerkungen                                                                  |
| ---- | --------------------------------- | --- | --- | --- | ---------------------------------------------------------------------------- |
| 2009 | Nein! Ich und meine Maske         | DE29 Gold · (19 Wo.)DE | AT42 (15 Wo.)AT | — | Erstveröffentlichung: 30. Januar 2009 Verkäufe: + 150.000; Sido feat. Doreen |
| 2009 | Ich sing nicht mehr für dich Fler | DE33 (9 Wo.)DE | — | — | Erstveröffentlichung: 10. April 2009 Fler feat. Doreen                       |

## Musikvideos
| Jahr     | Titel                           | Regisseur(e)     |
| -------- | ------------------------------- | ---------------- |
| 2005     | Der Brief (den ich nie schrieb) |                  |
| 2006     | Ich bin meine eigene Frau       | Robert Bröllochs |
| 2009     | Ich sing nicht mehr für dich    | Hinrich Pflug    |
| 2011     | Wie konntest du nur             |                  |
| 2014     | 10.000 kleine Pflaster          |                  |
| als Reen |                                 |                  |
|          |                                 |                  |
| 2019     | Missing You                     |                  |
| 2020     | Bow Out                         | Ben Baumgarten   |

## Autorenbeteiligungen
| Jahr | Titel Album                                                           | Anmerkungen                                                      |
| ---- | --------------------------------------------------------------------- | ---------------------------------------------------------------- |
| 2015 | Abenteuer Es war alles am besten                                      | Erstveröffentlichung: 27. März 2015 Interpretation: Jürgen Drews |
| 2015 | Hab ich dich nicht schon mal geseh’n (Boah ey) Es war alles am besten | Erstveröffentlichung: 27. März 2015 Interpretation: Jürgen Drews |
| 2015 | Ich flieg zu dir Es war alles am besten                               | Erstveröffentlichung: 27. März 2015 Interpretation: Jürgen Drews |
| 2015 | Ich greif mir ein Stück vom Himmel Es war alles am besten             | Erstveröffentlichung: 27. März 2015 Interpretation: Jürgen Drews |
| 2017 | Jetzt –                                                               | Erstveröffentlichung: 23. Juni 2017 Interpretation: Robin Way    |
| 2019 | Rhythmus dieser Nacht So geil! (Die 90er)                             | Erstveröffentlichung: 5. Juli 2019 Interpretation: DJ Pierre     |

## Sonderveröffentlichungen
| Jahr | Titel Album                                       | Anmerkungen                                                                      |
| ---- | ------------------------------------------------- | -------------------------------------------------------------------------------- |
| 2008 | Nein! Ich und meine Maske                         | Erstveröffentlichung: 30. Mai 2008 Sido feat. Doreen                             |
| 2008 | Versprochen Typisch Griechisch                    | Erstveröffentlichung: 17. Oktober 2008 Greckoe feat. Doreen                      |
| 2009 | Ich sing nicht mehr für dich Fler                 | Erstveröffentlichung: 27. März 2009 Fler feat. Doreen                            |
| 2009 | Schlampen von gestern Aggro Berlin                | Erstveröffentlichung: 30. Oktober 2009 Sido feat. Doreen                         |
| 2010 | Nein! (Unplugged) MTV Unplugged Live aus’m MV     | Erstveröffentlichung: 21. Mai 2010 Sido feat. Doreen                             |
| 2011 | Vergeben & verzeihen Liebe, Sex und Twilight Zone | Erstveröffentlichung: 6. Februar 2011 Kaas feat. Doreen                          |
| 2011 | Sprachfehler Taahm 2                              | Erstveröffentlichung: 15. März 2011 Hammer & Zirkel & Liquit Walker feat. Doreen |
| 2013 | Du glaubst Macher oder Träumer                    | Erstveröffentlichung: 22. November 2013 Blut & Kasse feat. Doreen                |
| 2015 | Hublot E.M.I.M.                                   | Erstveröffentlichung: 26. Mai 2015 Mason Family feat. Reen                       |
| 2020 | Ich will einen Mann Finchi’s Love Tape            | Erstveröffentlichung: 14. Februar 2020 Finch Asozial feat. Reen                  |

| Jahr | Titel Album                       | Anmerkungen                                                         |
| ---- | --------------------------------- | ------------------------------------------------------------------- |
| 2011 | Gangster Kabarett Ghetto Kabarett | Erstveröffentlichung: 6. Mai 2011 feat. Fifty Sven & Serdar Somuncu |

| Jahr | Titel Soundtrack zu    | Anmerkungen                                                                  |
| ---- | ---------------------- | ---------------------------------------------------------------------------- |
| 2011 | Tageslicht Blutzbrüdaz | Erstveröffentlichung: 2. Dezember 2011 Sido feat. Alpa Gun, B-Tight & Doreen |

## Promoveröffentlichungen
| Jahr | Titel Album                                                         | Anmerkungen                                              |
| ---- | ------------------------------------------------------------------- | -------------------------------------------------------- |
| 2010 | Ein Teil von mir* / Nein!** (Unplugged) MTV Unplugged Live aus’m MV | Erstveröffentlichung: 2010 * Sido / ** Sido feat. Doreen |

## Statistik

### Chartauswertung
|                     | DE    | AT    | CH    |
| ------------------- | ----- | ----- | ----- |
| Nummer-eins-Alben   | DE—DE | AT—AT | CH—CH |
| Top-10-Alben        | DE—DE | AT—AT | CH—CH |
| Alben in den Charts | DE1DE | AT—AT | CH—CH |

|                       | DE    | AT    | CH    |
| --------------------- | ----- | ----- | ----- |
| Nummer-eins-Singles   | DE—DE | AT—AT | CH—CH |
| Top-10-Singles        | DE—DE | AT—AT | CH—CH |
| Singles in den Charts | DE5DE | AT2AT | CH—CH |

### Auszeichnungen für Musikverkäufe
Anmerkung: Auszeichnungen in Ländern aus den Charttabellen bzw. Chartboxen sind in ebendiesen zu finden.
| Land/RegionAuszeichnungen für Musikverkäufe (Land/Region, Auszeichnungen, Verkäufe, Quellen) | Gold  | Platin | Verkäufe | Quellen           |
| -------------------------------------------------------------------------------------------- | ----- | ------ | -------- | ----------------- |
| Deutschland (BVMI)                                                                           | Gold1 | —      | 150.000  | musikindustrie.de |
| Insgesamt                                                                                    | Gold1 | —      |          |                   |